# ژاستین بیتمن
ژاستین بیتمن (انگلیسی: Justine Bateman؛ زادهٔ ۱۹ فوریهٔ ۱۹۶۶) یک هنرپیشه اهل ایالات متحده آمریکا است. وی از سال ۱۹۸۲ میلادی تاکنون مشغول فعالیت بوده‌است.
- رضایت (۱۹۸۸)
- راگرتز (۱۹۹۹)
- هنوز وایسادیم (۲۰۰۴–۲۰۰۵)
- پرورش شکست‌خورده (مجموعه تلویزیونی) (۲۰۰۶)
- مجموعه تلویزیونی (۲۰۰۷)
- کدبانوهای وامانده (۲۰۰۸، ۲۰۱۲)
- کالیفرنیکیشن (۲۰۰۸)
- غیب‌گو (مجموعه تلویزیونی) (۲۰۰۹)
- درمانگاه خصوصی (۲۰۱۰)
- خانواده امروزی (۲۰۱۳)